# 1914 في النرويج
فيما يلي قوائم الأحداث التي وقعت خلال عام 1914 في النرويج.

## رياضة
- 1 يناير – كأس النرويج 1914 الفائز فريغ أوسلو [الإنجليزية]‏.

## مواليد

### يناير
- 31 يناير – هانس مارتن غولبراندسن مُجدّف كانوي نرويجي.

### فبراير
- 17 فبراير – روالد هالفورسن سياسي نرويجي.

### مارس
- 13 مارس – راجنار اولسن منافِس أوليمبي نرويجي.

### أبريل
- 28 أبريل – ينس فروليش مسايف نرويجي.
- 29 أبريل – إرلينغ إيفنسن متزحلق نرويجي.

### يونيو
- 4 يونيو – نيلز كريستيان بروغر[1]
- 7 يونيو – كارل خواكيم هامبرو لغوي نرويجي.[2]
- 14 يونيو – هنري تيلر ملاكم نرويجي.
- 16 يونيو – أوتو داهل سياسي نرويجي.

### يوليو
- 23 يوليو – ألف برويسن[3]

### أغسطس
- 9 أغسطس – ليف هامر
- 24 أغسطس – إيفار إيفرسن مُجدّف كانوي نرويجي.[4]
- 24 أغسطس – رولف هولمبرغ لاعب كرة قدم نرويجي.[5]

### سبتمبر
- 19 سبتمبر – آدا بولاك مؤرخة فن نرويجية.[6]
- 21 سبتمبر – إلزه هاغن رسامة نرويجية.[7]

### أكتوبر
- 6 أكتوبر – ثور هايردال[8]
- 10 أكتوبر – كار لارسن مصارع هاوي نرويجي.

## وفيات

### مارس
- 18 مارس – أندرياس بيك (مواليد 1864)

### أبريل
- 19 أبريل – فريدريك كوليت (مواليد 1839) رسام نرويجي.[9]

### يوليو
- 16 يوليو – هانس روس (مواليد 1833) لغوي نرويجي.[10]

### سبتمبر
- 10 سبتمبر – إدفارد لارسن (مواليد 1881) منافِس أوليمبي نرويجي.

### أكتوبر
- 23 أكتوبر – جورج راسموسن (مواليد 1842) رسام نرويجي.[11]

### ديسمبر
- 19 ديسمبر – كلاوس هانسن (مواليد 1844) سياسي نرويجي.[12]